# Bogumił (arcybiskup gnieźnieński)
Bogumił (? – zm. 1092) – arcybiskup gnieźnieński.
Jedynym pewnym przekazem o nim jest wzmianka nekrologiczna w Roczniku Świętokrzyskim Dawnym. Przypuszczalnie został arcybiskupem zaraz po odnowieniu metropolii gnieźnieńskiej w 1075 za sprawą Bolesława II Szczodrego, którego następnie koronował w katedrze gnieźnieńskiej 25 grudnia 1076.
Niekiedy podaje się, że w sporze króla Bolesława Szczodrego z biskupem krakowskim Stanisławem stanął po stronie króla i brał udział w wydaniu wyroku śmierci na Stanisława. Teza ta opiera się na treści niedatowanego listu papieża Paschalisa II (1099–1118) adresowanego jakoby do arcybiskupa gnieźnieńskiego Marcina (ok. 1100–1112), w którym papież wspomina o udziale jego poprzednika w sądzie nad jednym ze swoich sufraganów. Jest jednak wątpliwe, czy list ten faktycznie odnosił się do Polski, imię arcybiskupa nie jest bowiem wymienione, a jego tytulatura na różnych kopiach tego dokumentu jest różna; najprawdopodobniej dotyczył arcybiskupstwa podlegającego królowi Węgier (Kalocsa lub Split). Natomiast przekaz Jana Długosza (który nazywa go Piotrem), jakoby po zabiciu biskupa Stanisława był wykonawcą klątwy papieskiej nałożonej na króla Bolesława, nie znajduje żadnego potwierdzenia w źródłach współczesnych.